# 유한군

유한군(有限群, 영어: finite group)은 수학적 연구 대상의 일종으로, 군(群)이면서 유한개의 원소를 가지는 것을 말한다. 대수학의 한 분야이다.
유한군의 연구는 까다롭기로 정평이 나 있다. 1960년대에 월터 파이트와 존 G. 톰프슨이 증명한 파이트-톰프슨 정리를 바탕으로 모든 유한단순군들을 분류할 수 있었지만, 여전히 많은 문제들이 풀리지 않고 남아있다.

## 같이 보기
- 리 군
- 작은 군의 목록
- 양자역학
- 양자장론